# Rezerwat przyrody Jabłonna
Rezerwat przyrody Jabłonna – leśny rezerwat przyrody, położony nad Wisłą pomiędzy Rajszewem a Jabłonną, w gminie Jabłonna (powiat legionowski, województwo mazowieckie).
Został powołany Zarządzeniem Ministra Leśnictwa i Przemysłu Drzewnego z dnia 15 grudnia 1980 roku (M.P. z 1980 r. nr 30, poz. 171) na powierzchni 21,66 ha.
Rezerwat obejmuje naturalne zbiorowiska lasów mieszanych i lasu świeżego ze starodrzewem dębowo-sosnowym. Jest to najlepiej zachowany fragment Lasów Chotomowskich w Kotlinie Warszawskiej, często ponad stuletni, o gęstym podszyciu i runie.